# 劉必榮
劉必榮（1957年—），生於台北，中華民國政治學學者，東吳大學政治學系教授，學術專長為國際政治、國際衝突、談判理論。

## 生平
1979年劉必榮在國立政治大學外交學系以第一名的成績畢業，後又於中華民國教育部公費考試再度以第一名的成績取得資格留學美國，獲得約翰霍普金斯大學國際關係碩士與維吉尼亞大學國際關係博士學位。於1986年畢業後，返國任教於東吳大學政治學系迄今。
劉必榮除國際政治、外交政策與東南亞研究等課程外，專研談判理論、孫子兵法與衝突解決，致力於談判觀念與藝術之推廣，長期為中華民國外交部、中華民國經濟部、中華民國外貿協會及國內外民間機構講授談判課程。劉必榮曾任中國時報總主筆、行政院顧問，及公共電視文化事業基金會、年代新聞台、大愛電視等之國際新聞節目之製作人、解析員、主播及主持人；現並為台北市談判研究發展協會理事長與和風談判學院主持人。

## 著作
時報文化
- 《談判》，1989年

商周出版
- 《談判Q&A》，1992年
- 《談判聖經》，1996年5月

希代書版集團
- 《雄辯天下》，1996年
- 《劉必榮談談判藝術》（原名《生活談判》），2000年

先覺出版社
- 《三頂帽子哲學：劉必榮的談判人生》，2002年，ISBN 9576078202
- 《談判，無所不在：你不能不懂的協商智慧》，2003年，ISBN 9576079128
- 《談判兵法：孫子兵學的謀略智慧》，2004年，ISBN 9861340130
- 《新世紀談判全攻略》，2007年，ISBN 9861340726
- 《國際觀的第一本書：看世界的方法》，2008年，ISBN 9789861341163
- 《商務談判高級兵法》，2008年，ISBN 9787301136201
- 《世界真的變了！10個你必須知道的未來》，2009年，ISBN 9789861341446
- 《世界地圖就是你的財富版圖：掌握國際觀，獲利更可觀》(與林志昊合著)，2011年，ISBN 9789861341705
- 《劉必榮談判精華課》，2022年，ISBN 9789861344041

清涼音文化
- 《上班族的談判技巧》（有聲書），2002年
- 《大戰略：談判孫子兵法》（有聲書），2002年
- 《生活談判》（有聲書），2002年
- 《中國人、韓國人、日本人的談判謀略與性格》（有聲書），2002年
- 《從大長今與明成皇后－看韓國人的談判謀略與性格》(有聲書)，2008年
- 《從織田信長與德川家康－看日本人的談判謀略與性格》(有聲書)，2008年
- 《從李鴻章與周恩來－看中國人的談判謀略與性格》(有聲書)，2008年
- 《孫子兵法－從談判角度活用孫子兵法》(有聲書)，2010年
- 《看山、看海、讀詩、論劍－談判的藝術與禪意》(有聲書)，2010年
- 《明朝劉伯溫－郁離子裡的管理智慧》(有聲書)，2014年
- 《日本宮本武藏－五輪書裡的兵法世界》(有聲書)，2014年
- 《清朝恭親王－大清王爺的內外世界》(有聲書)，2014年
- 《元朝成吉思汗－帝國崛起的大謀略》(有聲書)，2014年

北京大學出版社
- 《攻守之道：談判高手的100個錦囊》，2006年，ISBN 7301102054
- 《達成交易的完美談判》，2007年，ISBN 9787301127681
- 《辦公室裡的溝通談判術》，2008年，ISBN 9787301132951
- 《中國式商務談判》，2011年，ISBN 9787301157008

文經社
- 《學會談判：從兩敗到雙贏的溝通模式》，2006年，ISBN 9789576634666
- 《學會溝通：創造雙贏的協調技巧》，2011年，文經社，ISBN 9789576636387

國語日報社
- 《孩子的第一個國際觀學校》，2012年

## 主持
- 公共電視文化事業基金會《公視新聞深度報導》國際新聞分析員（1999年12月6日—已停播）
- 公共電視文化事業基金會《七點看世界》主播兼解析員（已停播）
- 公共電視文化事業基金會《全球現場》第一任主播兼解析員（2002年—2003年2月）
- 年代新聞台《年代看世界》解析員
- 大愛電視《大愛寰宇新聞》製作人兼主持人

## 電台訪談
常是臺灣、新加坡兩地廣播電台的特約電話訪問對象。

## 外部連結
- 劉必榮教授 Facebook粉絲專頁
- 東吳大學政治系-師資介紹 （页面存档备份，存于）
- 和風談判學院
- 劉必榮無名小站部落格 （页面存档备份，存于）
- 劉必榮鳳凰博報部落格
- 《大眾時代》劉必榮文集 （页面存档备份，存于）
- Fathom Training （页面存档备份，存于）